# Mars One
Proiectul Mars One a fost lansat de olandezul Bas Lansdorp, cofondator și președinte al companiei care pretindea că are drept obiectiv trimiterea, în 2027, a unui echipaj de patru voluntari pentru colonizarea planetei Marte și care vor rămâne acolo definitiv. În realitate, întregul proiect a fost o înșelătorie
Aceștia au susținut că într-o primă etapă, în 2018, se vor trimite pe Planeta roșie semințe de salată, în scopul înființării unor viitoare culturi de plante, protejate în sere, având în vedere faptul că pe Marte temperaturile pot scădea până la minus 90 de grade Celsius. Aceste lucruri nu au fost transpuse în fapt iar proiectul Mars One a fost închis în 2019.

## Controverse
Mars One dorea să obțină finanțarea prin intermediul unui reality-show TV și preconizeaza un buget de 6 miliarde de dolari.
Joseph Roche, astrofizician la Trinity College, Dublin, infirmă seriozitatea proiectului, mai ales pentru faptul că finaliștii sunt încurajați să doneze bani pentru acesta. Roche a făcut parte din finaliștii proiectului. 
Printre critici s-a numărat și fondatorul SpaceX, Elon Musk